# Beltraniella amoena
Beltraniella amoena är en svampart som beskrevs av R.F. Castañeda, Cano & Guarro 1996. Beltraniella amoena ingår i släktet Beltraniella och familjen Hyponectriaceae.   Inga underarter finns listade i Catalogue of Life.